# Bettviller
Bettviller là một xã trong vùng Grand Est, thuộc tỉnh Moselle, quận Sarreguemines, tổng Rohrbach-lès-Bitche. Tọa độ địa lý của xã là 49° 08' vĩ độ bắc, 07° 28' kinh độ đông. Bettviller nằm trên độ cao trung bình là 356 mét trên mực nước biển. Xã có diện tích 18,34 km², dân số vào thời điểm 1999 là 757 người; mật độ dân số là 44 người/km².

## Thông tin nhân khẩu
| 1817 | 1852  | 1982 |
| ---- | ----- | ---- |
| 475  | 1 134 | 729  |

## Địa điểm tham quan
- Nhà thờ Saint-Martin.